# Oro vecchio
Il colore oro vecchio è un giallo scuro, che varia come gradazione dal verde oliva al marrone. La tonalità più comune dell'oro vecchio normalmente è quella più scura.

## Storia
Il primo uso che si ricordi del termine oro vecchio per indicare tale colore risale ai primi dell'Ottocento.